# Барш (присілок)
Барш (рос. Барш, башк. Барыш) — присілок у складі Біжбуляцького району Башкортостану, Росія. Входить до складу Біжбуляцької сільської ради.
Населення — 119 осіб (2010; 120 в 2002).
Національний склад:
- башкири — 84 %